# نجد المشعب (السياني)

تعديل مصدري - تعديل

نجد المشعب محلة تابعة لقرية اشار، التابعة لعزلة الهادس بمديرية السياني إحدى مديريات محافظة إب في الجمهورية اليمنية.، بلغ تعداد سكانها 114 حسب تعداد اليمن لعام 2004.